# Kurt von Schönberg (Offizier)

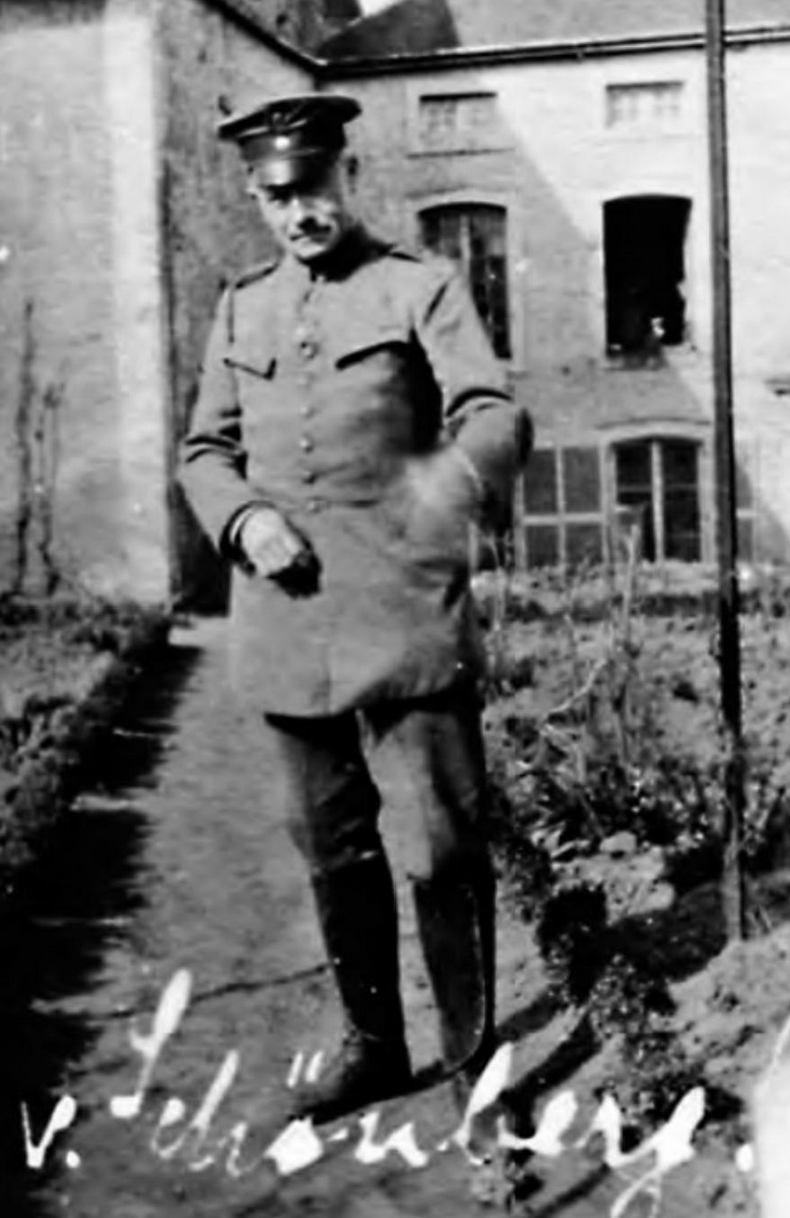
Kurt von Schönberg im Ersten Weltkrieg

Kurt Karl Franz von Schönberg (* 7. September 1862 in Wiersebenne; † 1938) war ein sächsischer Oberst, Kommandeur des Militär-St.-Heinrichs-Ordens und Burgherr der Rudelsburg.

## Leben

### Herkunft
Kurt von Schönberg entstammte dem sächsischen Uradelsgeschlecht von Schönberg und war Enkel des sächsischen Kammerherrn und Rittergutsbesitzer Franz von Schönberg. Sein Vater Haubold von Schönberg war mit Luise von Helbig verheiratet und ging nach Schlesien in Preußen. Sein Onkel war der sächsische Verwaltungsjurist Bernhard von Schönberg. Er hatte 9 Geschwister, darunter den deutschen Marineoffizier Karl von Schönberg und den Generalleutnant Franz von Schönberg.

### Karriere
Kurt von Schönberg besuchte die höhere Bürgerschule in Naumburg und trat 1883 als Avantageur in die sächsische Armee ein und wurde am 23. November 1883 desselben Jahres zum Fähnrich bei der 9. Kompanie des 8. Infanterie-Regiment „Prinz Johann Georg“ Nr. 107 ernannt. Am 20. September 1884 avancierte er zum Leutnant im Regiment und wurde später in die 4. Kompanie sowie in die 1. Kompanie versetzt. Am 16. Dezember 1891 wurde er im Regiment zum Oberleutnant befördert und in die 7. Kompanie versetzt, wo er auch 1892 mit dem Ritterkreuz des Orden der Eisernen Krone ausgezeichnet wurde. Er wurde schon einige Jahre später zur Dienstleistung als militärischer Begleiter des Prinzen Albert ernannt und nach Beförderung zum Hauptmann am 22. September 1897 als Kompaniechef in das Infanterie-Regiment „König Wilhelm II. von Württemberg“ (6. Königlich Sächsisches) Nr. 105 versetzt. 1899 wurde er in gleicher Eigenschaft in das Infanterie-Regiment „König Georg“ (7. Königlich Sächsisches) Nr. 106 versetzt. Nach Ausbruch des Boxeraufstandes und der Ermordung des deutschen Botschafters Clemens von Ketteler bildete er in Leipzig eine Freiwilligen-Kompanie, welche zur 2. Kompanie des I. Bataillons des 2. Ostasiatischen Infanterie-Regiments wurde. Er fand mit seiner Kompanie bei Hop-Hu an der großen Mauer am 25. November Verwendung. Nach Rückkehr nach Deutschland wurde er als Kompaniechef dem 13. Königlich Sächsisches Infanterie-Regiment Nr. 178 zugeteilt. Er wurde für seine Verdienste bei der Niederschlagung des Aufstandes am 19. November 1901 mit dem überaus seltenen Ritterkreuz I. Klasse mit Schwertern in Gold des Albrechtsordens ausgezeichnet.

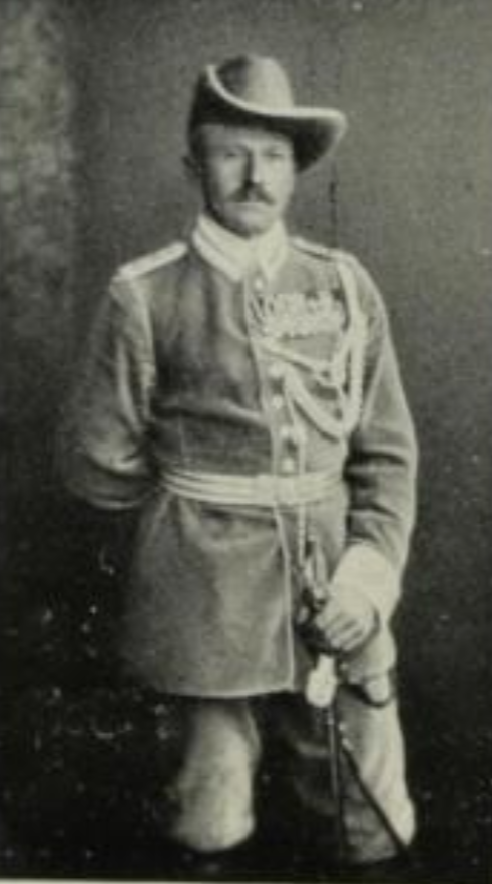
Kurt von Schönberg als Offizier der Schutztruppe

Er schied 1905 im Zuge des Maji-Maji-Aufstand aus der sächsischen Armee aus um sich als Kompaniechef der Schutztruppe für Deutsch-Ostafrika anzuschließen. Er befehligte die 14. Kompanie der Schutztruppe und beteiligte sich an der Unterwerfung aufständischer Ureinwohner, darunter die Matumbi. Im Frühjahr 1906 beteiligte er sich an Gefechten im Bezirk Kilwa.
Am 29. Januar 1908 wurde er mit dem Rang eines überzähligen Majors mit einem Patent vom 21. Mai 1907 in der sächsischen Armee wiederangestellt und dem Infanterie-Regiment „König Georg“ (7. Königlich Sächsisches) Nr. 106 aggregiert. Er wurde kurz darauf Bataillonskommandeur des III. Bataillons im Regiment. Unter Genehmigung seines Abschiedsgesuches wurde er am 22. April 1912 mit dem Charakter eines Oberstleutnant zur Disposition gestellt. Nach Ausbruch des Ersten Weltkrieges wurde Oberstleutnant von Schönberg reaktiviert und am 22. November 1914 zum Bataillonskommandeur des II. Bataillons des Infanterie-Regiment Nr. 106 ernannt und beteiligte sich in dieser Eigenschaft in den monatelangen Kämpfen im Fabrikgebäude bei Ploegsteert, wo er auch an vorderster Linie kämpfte. Unter schwerstem Artilleriefeuer konnte er trotz Grundwasser die Stellung ausbauen, dass sie gehalten werden konnte. Er wurde dann Regimentskommandeur des Regiments und führte dieses bei der Lorettoschlacht, wo er drei Gräben von beträchtlicher Ausdehnung einnehmen konnte, knapp 40 Gefangene sowie ein Maschinengewehr erbeuten und ein deutsches Maschinengewehr und einen Minenwerfer zurückerobern konnte. Er wurde deshalb für seine Verdienste am 5. Juni 1915 mit dem Ritterkreuz des Militär-St.-Heinrichs-Ordens ausgezeichnet und seine Errungenschaft wurden in dem Unter dem Sachsenbanner, einer Sammlung heroischer Taten sächsischer Soldaten, herausgegeben durch das sächsische Kriegsarchiv, aufgenommen.

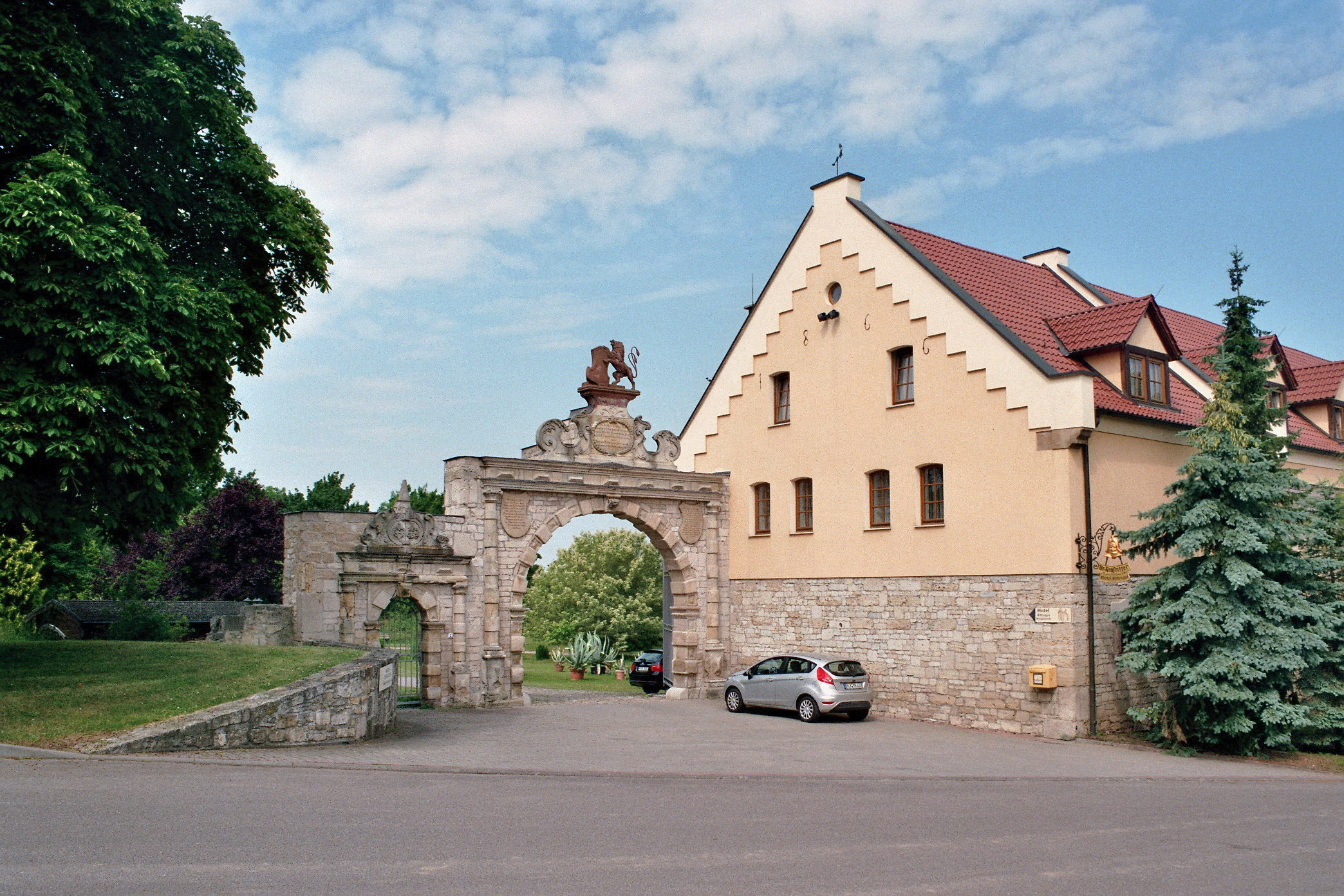
Rittergut Kreipitzsch

Nach Kriegsende schied er aus dem aktiven Heeresdienst aus und kehrte zu seinem Gut in Kreipitzsch zurück. Er war ein eifriger Jäger und vorbildlicher Heger des Wildbestandes, gehörte zum Vorstand des Fischereivereins der Provinz Sachsen, deren Tagungen regelmäßig auf der Rudelsburg stattfanden. Im Dezember 1920 wurde auf seinem Gut ein geheimes Waffenlager mit unzähligen Waffen und Munition gefunden, wobei er im Besitz des Schlüssels zum Lager war. 1922 gründete er die Rudelsburggemeinde, welche sich regelmäßig auf der Rudelsburg zusammenfand und unter Bezug auf germanische Sitten ihre Sitzungen feierte. Nach Machtergriff der Nationalsozialisten löste sich der Verband 1941 selber auf. Im Oktober 1922 kaufte er auch die 14 Gemälde des bekannten Malers Max Friese, welche er der Rudelsburggemeinde schenkte. Er stellte 1925 den Steinbruch bei der Rudelsburg für den Bau des Löwendenkmals zur Verfügung, was jedoch lange Diskussionen, u. a. auch wegen der hohen Forderungen die von Schönberg stellte. 1930 war er als Amtsvorsteher und nach der Neuordnung der Gemeindeverwaltung als Bürgermeister in Kreipitzsch wirksam.